# Tangun
Tangun, psáno také Dangun (písmem hangul 단군왕검) je hrdina korejské mytologie, v níž je uctíván jako zakladatel prvního korejského státu Kočoson, zahrnujícího severní část Korejského poloostrova a čínskou provincii Liao-ning. Podle historicky neověřeného podání byl současníkem čínského legendárního císaře Jaoa a je některými Korejci pokládán za božstvo.
Podle legendy sestoupil Hwanung, syn vládce nebes Hwanina, na Zemi na hoře Pektusan. Zde se setkal s medvědicí, která se chtěla stát člověkem. Hwanung jí nařídil, aby žila v tmavé jeskyni a živila se pouze pelyňkem a česnekem; za sto dní se medvědice změnila v ženu jménem Ungnjo a Hwanung s ní zplodil syna Tanguna, což znamená „santalový princ“. Když Tangun dospěl, založil město Asadal a stal se prvním vladařem Korejců, svůj stát nazval Čoson – „Jitřní klid“ (později se pro tento starověký útvar začalo používat označení Kočoson, tj. Starý Čoson, aby se předešlo záměně s moderním královstvím Čoson). Podle středověké kroniky Samguk Jusa k tomu došlo 3. října roku 2333 př. n. l.: od tohoto data se počítal tradiční korejský kalendář, který v Jižní Koreji oficiálně platil do roku 1961, a třetí říjnový den je jihokorejským státním svátkem jako Den založení národa. Tangun podle pověsti vládl 1500 let, během nichž dal svému lidu zákony a zavedl zemědělství a řemesla, pak předal vládu urozenému mudrci Gijimu, který přišel z Číny, a ve věku 1908 let vstoupil na nebesa. Původní šamanistické náboženství Tanguna uctívalo jako nesmrtelného vládce hor.
Na vrcholu hory Manisan na ostrově Kanghwa se nachází kamenná svatyně, o níž se věří, že v ní Tangun v době své vlády vykonával náboženské obřady. Severokorejský režim roku 1994 oznámil, že nalezl nedaleko Pchjongjangu Tangunův hrob, a vybudoval nad ním jako turistickou atrakci mauzoleum ve tvaru pyramidy. Oficiální verze Kim Čong-ilova životopisu, podle níž se narodil na Pektusanu, ukazuje návaznost propagandy KLDR na starobylý kult Tanguna.
Technická sestava v bojovém umění taekwondo se na Tangunovu počest jmenuje Dan-gun tul.